# Adeje
Adeje é um município da Espanha na província de Santa Cruz de Tenerife, comunidade autónoma das Canárias. Tem 105,94 km² de área e em 2021 tinha 48 733 habitantes (densidade: 460 hab./km²).
Adeje é um importante centro turístico, tanto na ilha como a nível nacional e internacional. Este município tem a maior concentração de hotéis de 5 estrelas na Europa e também tem o que é considerado o melhor hotel de luxo em Espanha, de acordo com os World Travel Awards. Em seu município está o parque aquático Siam Park, considerado o melhor parque aquático do mundo.

## Demografia
| Variação demográfica do município entre 1991 e 2004 | Variação demográfica do município entre 1991 e 2004 | Variação demográfica do município entre 1991 e 2004 | Variação demográfica do município entre 1991 e 2004 |
| --------------------------------------------------- | --------------------------------------------------- | --------------------------------------------------- | --------------------------------------------------- |
| 1991                                                | 1996                                                | 2001                                                | 2004                                                |
| 9708                                                | 14029                                               | 20255                                               | 30304                                               |